# ایتالو سانتلی
ایتالو سانتلی (انگلیسی: Italo Santelli; ۱۵ اوت ۱۸۶۶ – ۸ فوریه ۱۹۴۵) شمشیرباز اهل ایتالیا بود.
وی در مسابقات کشوری و بین‌المللی در مجموع برندهٔ ۱ مدال نقره شده‌است.